# Vicksburg (Arizona)
Pour les articles homonymes, voir Vicksburg.
Vicksburg est une census-designated place du comté de La Paz, dans l'État de l'Arizona, aux États-Unis. En 2020, elle compte une population de 418 habitants.